# Erich Prunč
Erich (Erik) Prunč (pesniški psevdonim Niko Darle), koroško-slovenski jezikoslovec, slavist, literarni zgodovinar, pesnik in prevajalec, * 15. oktober 1941, Celovec, † 28. maj 2018, Gradec.

## Življenje
Rodil se je kot dvanajsti otrok kmečke družine v Straži vasi pri Škocjanu na Koroškem. Ljudsko šolo je obiskoval v Škocjanu, gimnazijo v semenišču na Plešivcu pri Celovcu. Študiral je slavistiko, jezikoslovje in filozofijo na univerzah v Ljubljani in Gradcu, kjer je leta 1968 doktoriral z disertacijo o izposojenkah v slovenskem knjižnem jeziku. V letih 1965−1988 je bil asistent na Inštitutu za slavistiko in lektor na Inštitutu za izobraževanje prevajalcev in tolmačev v Gradcu. Od leta 1988 je bil redni profesor in predstojnik tega inštituta. Bil je med pobudniki Koroških kulturnih dnevov (skupaj s člani ljubljanske univerze so prirejali vsakoletno osrednjo koroško kulturno-znanstveno prireditev) in predsednik Krščanske kulturne zveze. Prizadeval si je za normalizacijo odnosov med slovenskimi strankami na Koroškem, opozarjajoč na škodljive posledice enostranskih ideoloških opredelitev. Bil je predsednik Avstrijske študijske komisije za izobraževanje prevajalcev in tolmačev in podpredsednik združenja CIUTI (Conférence Internationale d'Instituts Universitaires des Traducteurs et Interprètes). Raziskoval je zgodovino slovenskega jezika, jezikovne stike ter teoretična in praktična vprašanja prevodoslovja. Leta 2007 je postal dopisni član SAZU.

## Delo
V gimnazijskih letih je urejal dijaški list Kres. Po končani maturi (leta 1962) je kot režiser in igralec ustanovil Oder Mladje, s katerim je poskušal modernizirati slovensko gledališko dejavnost na Koroškem, 1965. pa je pri Janežičevem skladu izdal pesniško zbirko Tihožitja (COBISS). Za njegovo liriko sta značilni stroga pesniška oblika in z mitološko motiviko izpovedano koroško slovenstvo. Kot študent je imel posebne oddaje na Koroškem radiu, začel je zbirati narečno gradivo ter z videoposnetki dokumentirati govorne položaje. Iz te dejavnosti sta se razvila ideja in koncept za raziskovalni projekt Thesaurus der slowenischen Volkssprache in Kärnten. Leta 1990 je prejel Tischlerjevo nagrado.
Raziskoval je starejše obdobje slovenskega jezika in literature, večjezičnost, bil je translatolog in dialektolog. Kot jezikoslovec je leta 1967 zagovarjal disertacijo Notranje prevzeto v slovenskem knjižnem jeziku. Poizkus tipologije prevzemnih tvorb v slovenščini ter pripravil temeljno razpravo Prispevek k poznavanju virov za Gutsmanov slovar. V središču Prunčevega dela je bila v letih 1982−1987 izdaja raziskovalnega projekta Inventarizacija slovenskega ljudskega jezika na Koroškem pri Avstrijski akademiji znanosti in umetnosti v več knjigah. Tu je dokončno izoblikoval koncept slovarja, pravila za oblikovanje gesel ter za standardiziranje in urejanje razpoložljivega dialektološkega gradiva in kartoteke. Bil je tudi glavni urednik prvih treh knjig te edicije. To so Ključ, Slovar A−B in C−Dn.  Leta 1987 se je iz dela o koroških narečjih umaknil. Vse to delo pri Inventarizaciji … je spremljalo še veliko število študij, med drugim izdaja korespondence Jarnik-Kopitar v letih 1970, 1971, 1974, 1981, 1983.
Leta 1984 se je habilitiral s kritično izdajo del Urbana Jarnika. Posebna prireditev tega dela je njegova knjiga Urban Jarnik: pesmi in prevodi (2002), ki je dopolnjena z obširnimi opombami, komentarji in kazali.
Ker za slovenistično profesuro (zaradi preusmeritve graške slavistike vstran od slovenistike) ni bilo sistemske možnosti, se je Prunč preusmeril na prevajalstvo in v Gradcu kot predstojnik izdelal najprej znanstveno infrastrukturo inštituta (predvsem knjižnice, dokumentacije, kadra), študentom pa nudil večinoma razmnožene učne pripomočke. Enajstim jezikovnim smerem inštituta je dodal še znakovni jezik. Posebno pozornost zasluži njegova knjiga Uvod v prevodoslovje, ki je od leta 1993 doživela 5 izdaj in se uporablja na nemških univerzah, prevedena pa je tudi v hrvaščino.